# Prodromus Florae Monasteriensis Westphalorum
Prodromus Florae Monasteriensis Westphalorum (abreviado Prodr. Fl. Monast. Westphal.) es un libro con ilustraciones y descripciones botánicas que fue escrito por el abogado, médico, agrónomo y botánico nederlandés, que practicó e investigó sobre homeopatía Clemens Maria Franz von Bönninghausen y publicado en el año 1824.